# García, Centla
García är en ort i Mexiko.   Den ligger i kommunen Centla och delstaten Tabasco, i den sydöstra delen av landet, 700 km öster om huvudstaden Mexico City. García ligger 4 meter över havet och antalet invånare är 436.
Terrängen runt García är mycket platt. Havet är nära García åt nordväst. Runt García är det ganska glesbefolkat, med 32 invånare per kvadratkilometer. Närmaste större samhälle är Gobernador Cruz, 5,1 km väster om García. Trakten runt García består till största delen av jordbruksmark.